# Дителлурид ниобия
Дителлурид ниобия — бинарное неорганическое соединение
ниобия и теллура
с формулой NbTe2,
чёрные кристаллы.

## Получение
- Сплавление стехиометрических количеств чистых веществ:

{\displaystyle {\mathsf {Nb+2Te\ {\xrightarrow {T}}\ NbTe_{2}}}}

## Физические свойства
Дителлурид ниобия образует чёрные кристаллы
тригональной сингонии,
пространственная группа R 3m,
параметры ячейки a = 1,0904 нм, c = 1,9888 нм

(по другим данным
моноклинная сингония,
пространственная группа C 2/m,
параметры ячейки a = 1,939 нм, b = 0,3642 нм, c = 0,9375 нм, β = 134,58°

)